# Neotorularia brevipes
Neotorularia brevipes là một loài thực vật có hoa trong họ Cải. Loài này được (Kar. & Kir.) Hedge & J.Léonard mô tả khoa học đầu tiên năm 1986.